# マンコヴィツェ
座標: 北緯49度38分 東経17度53分 / 北緯49.633度 東経17.883度

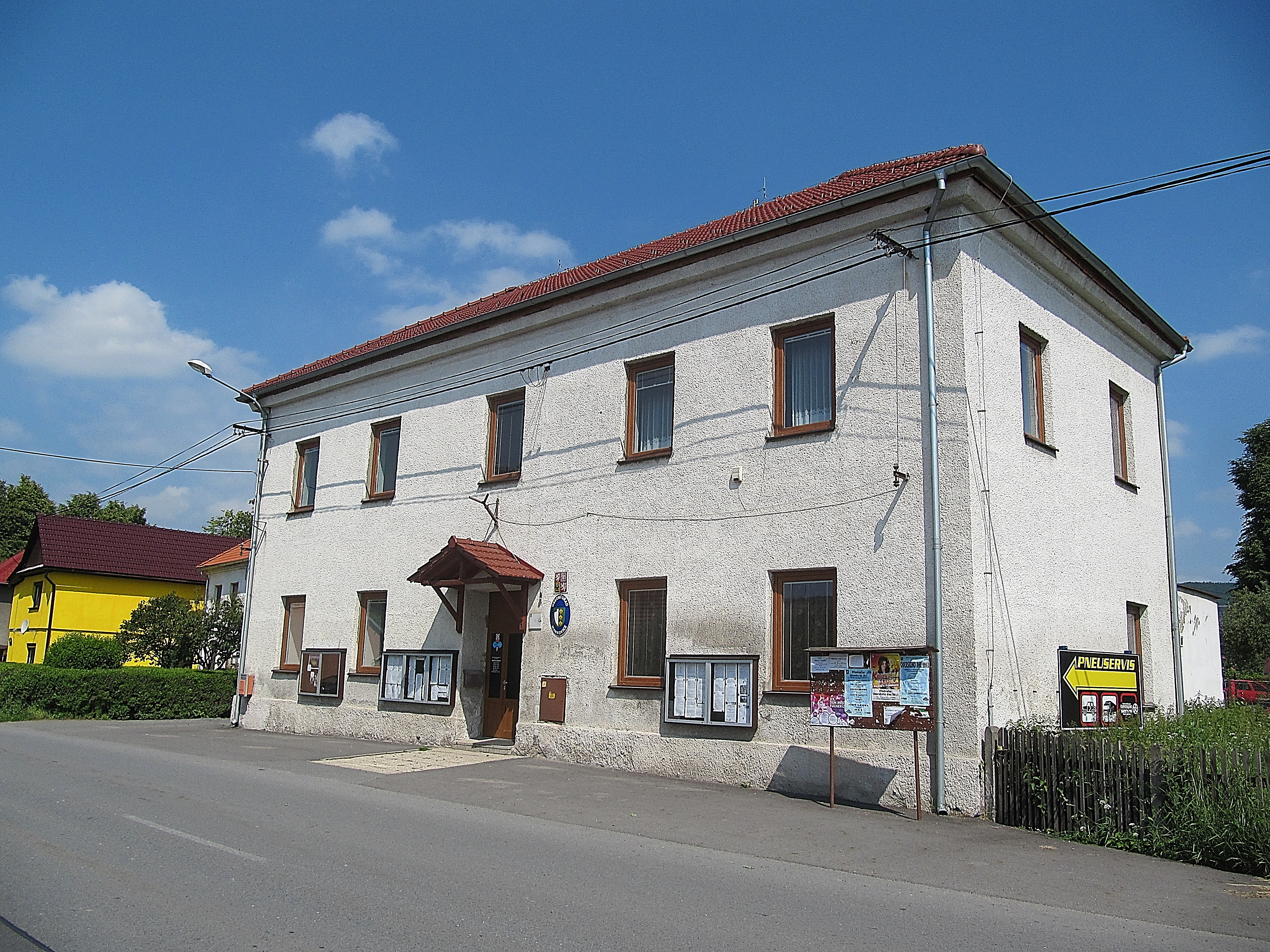
マンコヴィツェ村役場

マンコヴィツェ(Mankovice)はチェコ東部の村。モラヴィア・スレスコ州ノヴィー・イチーン郡に属する。人口はおよそ600人。北東のポーランド南西部から続くシレジアと呼ばれる地域にあり、かつてはドイツ人によってマンケンドルフ(Mankendorf)と呼ばれていた。
また、マンコヴィツェはポーランド・ドイツ国境を流れるオーデル川の最上流部にあたる。ここまで蛇行を繰り返し南下してきた川は、マンコヴィツェ下流のクニーン付近で北部へ流れを変え、バルト海へ向かって行く。

## 交通情報
マンコヴィツェ北部ではプラハからポーランド国境を結ぶ自動車専用道D1が横断しており、321番出入り口が設けられている。
マンコヴィツェ南部には鉄道が通っているが、駅は設置されておらず隣村のスフドル・ナド・オドロウ駅が最寄り駅となる。スフドル・ナド・オドロウ駅はチェスカー・トルジェボヴァー - プルジェロフ - ボフミーン線、スフドル・ナド・オドロウ - フルネク線、スフドル・ナド・オドロウ - ブヂショフ・ナド・ブヂショフコウ線の3路線が集まるターミナル駅である。